# Ramssläktet
Ramssläktet (Polygonatum) är ett växtsläkte i familjen sparrisväxter med cirka 60 arter från tempererade delar av norra halvklotet. De flesta arterna förekommer i Himalaya och Japan. I Sverige förekommer tre arter naturligt . Några andra arter odlas som trädgårdsväxter i Sverige.

## Beskrivning
Ramssläktet består av fleråriga, kala örter med krypande jordstam. Stjälken är ogrenad,  trind eller kantig och från decimeterhög till nästan manshög. Bladen sitter strödda eller i kransar, de är oskaftade och vanligen ovala eller lansettlika. Blommorna är hängande på skaft från bladvecken, de sitter ensamma eller i fåblommiga klasar. Hyllet är grönaktigt vitt till rosa eller purpur, rörformat till klocklikt sex korta flikar. Ståndarna är sex, ståndarsträngar är sammanväxta med hyllet vid basen, de är kala eller håriga. Stiftet är ensamt. Frukt är ett bär med få frön, och bären är giftiga.

## Arter[3]
- Polygonatum acuminatifolium
- Polygonatum adnatum
- Polygonatum altelobatum
- Polygonatum alternicirrhosum
- Polygonatum amabile
- Polygonatum arisanense
- Polygonatum azegamii
- Polygonatum biflorum
- Polygonatum brevistylum
- Polygonatum buschianum
- Polygonatum cathcartii
- Polygonatum chingshuishanianum
- Polygonatum cirrhifolium
- Polygonatum cryptanthum
- Polygonatum curvistylum
- Polygonatum cyrtonema
- Polygonatum desoulavyi
- Polygonatum domonense
- Polygonatum falcatum
- Polygonatum filipes
- Polygonatum franchetii
- Polygonatum geminiflorum
- Polygonatum glaberrimum
- Polygonatum gracile
- Polygonatum graminifolium
- Polygonatum grandicaule
- Polygonatum griffithii
- Polygonatum hirtellum
- Polygonatum hirtum
- Polygonatum hookeri
- Polygonatum humile
- Polygonatum hybridum
- Polygonatum inflatum
- Polygonatum infundiflorum
- Polygonatum involucratum
- Polygonatum jinzhaiense
- Polygonatum kingianum
- Polygonatum lasianthum
- Polygonatum leiboense
- Polygonatum longipedunculatum
- Polygonatum longistylum
- Polygonatum macranthum
- Polygonatum macropodum
- Polygonatum megaphyllum
- Polygonatum multiflorum
- Polygonatum nervulosum
- Polygonatum nodosum
- Polygonatum odoratum
- Polygonatum omeiense
- Polygonatum oppositifolium
- Polygonatum orientale
- Polygonatum prattii
- Polygonatum pseudopolyanthemum
- Polygonatum pubescens
- Polygonatum punctatum
- Polygonatum robustum
- Polygonatum roseum
- Polygonatum sewerzowii
- Polygonatum sibiricum
- Polygonatum singalilense
- Polygonatum sparsifolium
- Polygonatum stenophyllum
- Polygonatum stewartianum
- Polygonatum tamaense
- Polygonatum tessellatum
- Polygonatum wardii
- Polygonatum verticillatum
- Polygonatum vietnamicum
- Polygonatum zanlanscianense
- Polygonatum zhejiangensis